# ال ۶۶۳۵۳۶
ال ۶۶۳۵۳۶ (به انگلیسی: L 663536) با فرمول شیمیایی C۲۷H۳۴ClNO۲S یک ترکیب شیمیایی با شناسه پاب‌کم ۱۰۵۰۴۹ است. که جرم مولی آن ۴۷۲٫۰۸۳ g/mol می‌باشد.